# ISO 639-1
Az ISO 639-1:2002, Codes for the representation of names of languages — Part 1: Alpha-2 code (Kódok a nyelvek neveinek megjelenítéséhez – 1. rész: Alpha-2 kód), a Nemzetközi Szabványügyi Szervezet (International Organization for Standardization; ISO) által kiadott ISO 639 nemzetközi nyelvi szabványsorozat első része, mely első kiadásában 136, a világ jelentősebb nyelveit lefedő kétbetűs nyelvkódot tartalmazott. A kódok száma később 184-re bővült.
Az ISO 639-1 elsősorban terminológiai, lexikográfiai és nyelvészeti felhasználásra készült, a kódok a nyelvek gyors és egyezményes nemzetközi jelölési módját teszik lehetővé.

## A szabvány létrejötte
Az 1967-ben jóváhagyott, eredeti ISO 639 szabványt részekre osztották, majd 2002-ben az ISO 639-1:2002 lett a szabvány új verziója. A kódtábla az első kiadása óta, meghatározott szempontok szerint időnként bővül, a jelenlegi utolsó hozzáadott kód a ht: Haiti kreol (2003. 02. 06.), az utolsó változtatás a bh, bih: Bihári nyelvek (2009. 09. 01.). Az eredeti 136 kód helyett jelenleg 184-et tartalmaz.
A szabvány használatát az 1995 márciusában az RFC 1766 által bevezetett, majd 2001. januárjától az RFC 3066-ban és 2006. szeptemberétől az RFC 4646-ban folytatódó IETF nyelvi attribútum ösztönözte. A jelenlegi verzió 2009. szeptembere óta az RFC 5646. Az ISO 639-1 kódok regisztrációszolgáltatója az Infoterm(en) (International Information Center for Terminology).
A kódtábla bővítése csak speciális szabályok szerint lehetséges. Amennyiben az adott önálló nyelvre már létezik ISO 639-2 kód, új 639-1 kód nem kerül kialakításra, ezért azokban a rendszerekben, melyek mind a 639-1, mind a 639-2 kódokat használják, az előbbi előnyben részesítésével, nincs szükség rá, hogy a létező kódokat megváltoztassák. Amennyiben nyelvcsoportot (kollektív nyelvet) jelölő 639-2 kód van használatban, az bizonyos nyelvek esetében felülírható új 639-1 kóddal. Makronyelvek kezelésére a szabvány nem tartalmaz leírást, ez az ISO 639-3-ban szerepel.

## A kódok képzése
A rövidítések képzése alapesetben a nyelvek saját elnevezéseiből történik, a nem latin vagy cirill írású nyelvek esetében azonban többnyire az angol elnevezésükből. A kódok első betűi mindig a (vagy saját vagy angol) nyelvnév kezdőbetűivel azonosak.
Példák saját névből képzett kódokra:
- a kód a nyelvnév első két betűje:
  - angol – en (English), német – de (Deutsch), spanyol – es (español)
- ha az adott kód már foglalt, akkor a második betű a nyelvnév valamelyik jellegzetes betűje:
  - örmény – hy (հայերէն, hayeren), holland – nl (Nederlands), eszperantó – eo (esperanto), albán – sq (shqip)
- ha ez is foglalt, akkor a kódokban még nem szereplő tetszőleges másik betű (ritkán):
  - szárd – sc (Sardinian; a saját név sardu; sa: szanszkrit, sr: szerb, sd: szindhi, si: szingaléz, sn: sona, su: szundai)

Példák angol névből képzett kódokra:
- japán – ja (Japanese; a saját név 日本語 Nihongo)
- odzsibva – oj (Ojibwa; a saját név ᐊᓂᔑᓈᐯᒧᐎᓐ anishinaabemowin)

| Az ISO 639-1 kódjai                                                                    | Az ISO 639-1 kódjai | Az ISO 639-1 kódjai | Az ISO 639-1 kódjai | Az ISO 639-1 kódjai | Az ISO 639-1 kódjai | Az ISO 639-1 kódjai | Az ISO 639-1 kódjai | Az ISO 639-1 kódjai | Az ISO 639-1 kódjai | Az ISO 639-1 kódjai | Az ISO 639-1 kódjai | Az ISO 639-1 kódjai | Az ISO 639-1 kódjai | Az ISO 639-1 kódjai | Az ISO 639-1 kódjai | Az ISO 639-1 kódjai | Az ISO 639-1 kódjai | Az ISO 639-1 kódjai | Az ISO 639-1 kódjai | Az ISO 639-1 kódjai | Az ISO 639-1 kódjai | Az ISO 639-1 kódjai | Az ISO 639-1 kódjai | Az ISO 639-1 kódjai | Az ISO 639-1 kódjai | Az ISO 639-1 kódjai |
| -------------------------------------------------------------------------------------- | ------------------- | ------------------- | ------------------- | ------------------- | ------------------- | ------------------- | ------------------- | ------------------- | ------------------- | ------------------- | ------------------- | ------------------- | ------------------- | ------------------- | ------------------- | ------------------- | ------------------- | ------------------- | ------------------- | ------------------- | ------------------- | ------------------- | ------------------- | ------------------- | ------------------- | ------------------- |
| dőlttel a szabvány első kiadása után hozzáadott kódok, áthúzott dőlttel a törölt kódok |                     |                     |                     |                     |                     |                     |                     |                     |                     |                     |                     |                     |                     |                     |                     |                     |                     |                     |                     |                     |                     |                     |                     |                     |                     |                     |
|                                                                                        | -a                  | -b                  | -c                  | -d                  | -e                  | -f                  | -g                  | -h                  | -i                  | -j                  | -k                  | -l                  | -m                  | -n                  | -o                  | -p                  | -q                  | -r                  | -s                  | -t                  | -u                  | -v                  | -w                  | -x                  | -y                  | -z                  |
| a-                                                                                     | aa                  | ab                  |                     |                     | ae                  | af                  |                     |                     |                     |                     | ak                  |                     | am                  | an                  |                     |                     |                     | ar                  | as                  |                     |                     | av                  |                     |                     | ay                  | az                  |
| b-                                                                                     | ba                  |                     |                     |                     | be                  |                     | bg                  | bh                  | bi                  |                     |                     |                     | bm                  | bn                  | bo                  |                     |                     | br                  | bs                  |                     |                     |                     |                     |                     |                     |                     |
| c-                                                                                     | ca                  |                     |                     |                     | ce                  |                     |                     | ch                  |                     |                     |                     |                     |                     |                     | co                  |                     |                     | cr                  | cs                  |                     | cu                  | cv                  |                     |                     | cy                  |                     |
| d-                                                                                     | da                  |                     |                     |                     | de                  |                     |                     |                     |                     |                     |                     |                     |                     |                     |                     |                     |                     |                     |                     |                     |                     | dv                  |                     |                     |                     | dz                  |
| e-                                                                                     |                     |                     |                     |                     | ee                  |                     |                     |                     |                     |                     |                     | el                  |                     | en                  | eo                  |                     |                     |                     | es                  | et                  | eu                  |                     |                     |                     |                     |                     |
| f-                                                                                     | fa                  |                     |                     |                     |                     | ff                  |                     |                     | fi                  | fj                  |                     |                     |                     |                     | fo                  |                     |                     | fr                  |                     |                     |                     |                     |                     |                     | fy                  |                     |
| g-                                                                                     | ga                  |                     |                     | gd                  |                     |                     |                     |                     |                     |                     |                     | gl                  |                     | gn                  |                     |                     |                     |                     |                     |                     | gu                  | gv                  |                     |                     |                     |                     |
| h-                                                                                     | ha                  |                     |                     |                     | he                  |                     |                     |                     | hi                  |                     |                     |                     |                     |                     | ho                  |                     |                     | hr                  |                     | ht                  | hu                  |                     |                     |                     | hy                  | hz                  |
| i-                                                                                     | ia                  |                     |                     | id                  | ie                  |                     | ig                  |                     | ii                  |                     | ik                  |                     | in                  |                     | io                  |                     |                     |                     | is                  | it                  | iu                  |                     | iw                  |                     |                     |                     |
| j-                                                                                     | ja                  |                     |                     |                     |                     |                     |                     |                     | ji                  |                     |                     |                     |                     |                     |                     |                     |                     |                     |                     |                     |                     | jv                  | jw                  |                     |                     |                     |
| k-                                                                                     | ka                  |                     |                     |                     |                     |                     | kg                  |                     | ki                  | kj                  | kk                  | kl                  | km                  | kn                  | ko                  |                     |                     | kr                  | ks                  |                     | ku                  | kv                  | kw                  |                     | ky                  |                     |
| l-                                                                                     | la                  | lb                  |                     |                     |                     |                     | lg                  |                     | li                  |                     |                     |                     |                     | ln                  | lo                  |                     |                     |                     |                     | lt                  | lu                  | lv                  |                     |                     |                     |                     |
| m-                                                                                     |                     |                     |                     |                     |                     |                     | mg                  | mh                  | mi                  |                     | mk                  | ml                  |                     | mn                  | mo                  |                     |                     | mr                  | ms                  | mt                  |                     |                     |                     |                     | my                  |                     |
| n-                                                                                     | na                  | nb                  |                     | nd                  | ne                  |                     | ng                  |                     |                     |                     |                     | nl                  |                     | nn                  | no                  |                     |                     | nr                  |                     |                     |                     | nv                  |                     |                     | ny                  |                     |
| o-                                                                                     |                     |                     | oc                  |                     |                     |                     |                     |                     |                     | oj                  |                     |                     | om                  |                     |                     |                     |                     | or                  | os                  |                     |                     |                     |                     |                     |                     |                     |
| p-                                                                                     | pa                  |                     |                     |                     |                     |                     |                     |                     | pi                  |                     |                     | pl                  |                     |                     |                     |                     |                     |                     | ps                  | pt                  |                     |                     |                     |                     |                     |                     |
| q-                                                                                     |                     |                     |                     |                     |                     |                     |                     |                     |                     |                     |                     |                     |                     |                     |                     |                     |                     |                     |                     |                     | qu                  |                     |                     |                     |                     |                     |
| r-                                                                                     |                     |                     |                     |                     |                     |                     |                     |                     |                     |                     |                     |                     | rm                  | rn                  | ro                  |                     |                     |                     |                     |                     | ru                  |                     | rw                  |                     |                     |                     |
| s-                                                                                     | sa                  |                     | sc                  | sd                  | se                  |                     | sg                  | sh                  | si                  |                     | sk                  | sl                  | sm                  | sn                  | so                  |                     | sq                  | sr                  | ss                  | st                  | su                  | sv                  | sw                  |                     |                     |                     |
| t-                                                                                     | ta                  |                     |                     |                     | te                  |                     | tg                  | th                  | ti                  |                     | tk                  | tl                  |                     | tn                  | to                  |                     |                     | tr                  | ts                  | tt                  |                     |                     | tw                  |                     | ty                  |                     |
| u-                                                                                     |                     |                     |                     |                     |                     |                     | ug                  |                     |                     |                     | uk                  |                     |                     |                     |                     |                     |                     | ur                  |                     |                     |                     |                     |                     |                     |                     | uz                  |
| v-                                                                                     |                     |                     |                     |                     | ve                  |                     |                     |                     | vi                  |                     |                     |                     |                     |                     | vo                  |                     |                     |                     |                     |                     |                     |                     |                     |                     |                     |                     |
| w-                                                                                     | wa                  |                     |                     |                     |                     |                     |                     |                     |                     |                     |                     |                     |                     |                     | wo                  |                     |                     |                     |                     |                     |                     |                     |                     |                     |                     |                     |
| x-                                                                                     |                     |                     |                     |                     |                     |                     |                     | xh                  |                     |                     |                     |                     |                     |                     |                     |                     |                     |                     |                     |                     |                     |                     |                     |                     |                     |                     |
| y-                                                                                     |                     |                     |                     |                     |                     |                     |                     |                     | yi                  |                     |                     |                     |                     |                     | yo                  |                     |                     |                     |                     |                     |                     |                     |                     |                     |                     |                     |
| z-                                                                                     | za                  |                     |                     |                     |                     |                     |                     | zh                  |                     |                     |                     |                     |                     |                     |                     |                     |                     |                     |                     |                     | zu                  |                     |                     |                     |                     |                     |

## Az ISO 639-1 szabvány változásai
Az ISO 639-1 szabványban, annak első kiadása óta, számos változás történt. Az alábbi táblázat a kódtáblában 2010. október 18-ig bekövetekezett valamennyi változást tartalmazza az ISO 639-2 Registration Authority alapján ("Additions/Changes to ISO 639 Codes as published in ISO 639-1:1988 and ISO 639-2:1998.").
A táblázathoz: A változások típusai: K+ = új kód (és egyben új nyelv) hozzáadása, K- = kód visszavonása (a visszavont kód []-ben, előtte "-" jellel, pl. [-mo]), K± = kódcsere (régi kód visszavonása, új kód hozzáadása); N+ = névváltozat hozzáadása, N- = névváltozat eltávolítása, N± = névcsere (régi név helyett új).
| Az ISO 639-1 kód- és névváltozásai | Az ISO 639-1 kód- és névváltozásai | Az ISO 639-1 kód- és névváltozásai | Az ISO 639-1 kód- és névváltozásai                                               | Az ISO 639-1 kód- és névváltozásai | Az ISO 639-1 kód- és névváltozásai |
| ISO-kód | ISO-kód                            | Név                                | Név                                                                              | Változtatás                        | Változtatás                        |
| 639-1 | 639-2                              | magyar                             | angol                                                                            | dátuma                             | típusa                             |
| --- | ---------------------------------- | ---------------------------------- | -------------------------------------------------------------------------------- | ---------------------------------- | ---------------------------------- |
| ae | ave                                | avesztai                           | Avestan                                                                          | 2000. 02. 18.                      | K+                                 |
| ak | aka                                | akan                               | Akan                                                                             | 1999. 08. 16.                      | K+[b]                              |
| an | arg                                | aragóniai                          | Aragonese                                                                        | 2002. 12. 23.                      | K+                                 |
| av | ava                                | avar                               | Avaric                                                                           | 1999. 08. 16.                      | K+[b]                              |
| bh | bih                                | bihári nyelvek                     | Bihari languages                                                                 | 2009. 09. 01.                      | N±[a1]                             |
| bm | bam                                | bambara                            | Bambara                                                                          | 2000. 02. 18.                      | K+[b]                              |
| bs | bos                                | bosnyák                            | Bosnian                                                                          | 2000. 02. 18.                      | K+                                 |
| ce | che                                | csecsen                            | Chechen                                                                          | 2000. 02. 18.                      | K+                                 |
| ch | cha                                | csamorro                           | Chamorro                                                                         | 2000. 02. 18.                      | K+                                 |
| cr | cre                                | krí                                | Cree                                                                             | 1999. 08. 16.                      | K+[b]                              |
| cu | chu                                | óegyházi szláv                     | Church Slavic; Old Slavonic; Church Slavonic; Old Bulgarian; Old Church Slavonic | 2000. 02. 18.                      | K+                                 |
| cv | chv                                | csuvas                             | Chuvash                                                                          | 2000. 02. 18.                      | K+                                 |
| dv | div                                | maldív                             | Divehi; Dhivehi; Maldivian                                                       | 1999. 08. 16.                      | K+[b]                              |
| dv | div                                | maldív                             | Divehi; Dhivehi; Maldivian                                                       | 2006. 06. 07.                      | N+[a2]                             |
| ee | ewe                                | eve                                | Ewe                                                                              | 1999. 08. 16.                      | K+[b]                              |
| ff | ful                                | ful                                | Fulah                                                                            | 1999. 08. 16.                      | K+[b]                              |
| fy | fry                                | fríz (nyugati)                     | Western Frisian                                                                  | 2005. 11. 16.                      | N±[a3]                             |
| gl | glg                                | galiciai                           | Galician                                                                         | 2005. 07. 25.                      | N±[a4]                             |
| gv | glv                                | manx                               | Manx                                                                             | 1998. 08. 10.                      | K+                                 |
| he [-iw] | heb                                | héber (modern)                     | Hebrew                                                                           | 1989. 03. 11.                      | K±                                 |
| ho | hmo                                | hiri motu                          | Hiri Motu                                                                        | 2000. 02. 18.                      | K+                                 |
| ht | hat                                | haiti kreol                        | Haitian; Haitian Creole                                                          | 2003. 02. 26.                      | K+                                 |
| hz | her                                | herero                             | Herero                                                                           | 2000. 02. 18.                      | K+                                 |
| id [-in] | ind                                | indonéz                            | Indonesian                                                                       | 1989. 03. 11.                      | K±                                 |
| ie | ile                                | interlingue                        | Interlingue; Occidental                                                          | 2007. 10. 18.                      | N+                                 |
| ig | ibo                                | igbo                               | Igbo                                                                             | 1999. 08. 16.                      | K+[b]                              |
| ii | iii                                | nuoszu (szecsuáni ji)              | Sichuan Yi; Nuosu                                                                | 2002. 10. 14.                      | K+                                 |
| ii | iii                                | nuoszu (szecsuáni ji)              | Sichuan Yi; Nuosu                                                                | 2007. 10. 18.                      | N+                                 |
| io | ido                                | ido                                | Ido                                                                              | 2002. 01. 15.                      | K+                                 |
| iu | iku                                | inuktitut                          | Inuktitut                                                                        | 1989. 03. 11.                      | K+                                 |
| jv [-jw] | jav [-jaw]                         | jávai                              | Javanese                                                                         | 2001. 08. 13.                      | K± [d]                             |
| kg | kon                                | kikongo                            | Kongo                                                                            | 1999. 08. 16.                      | K+[b]                              |
| ki | kik                                | kikuju                             | Kikuyu; Gikuyu                                                                   | 2000. 02. 18.                      | K+                                 |
| kj | kua                                | kvanyama                           | Kuanyama; Kwanyama                                                               | 2000. 02. 18.                      | K+                                 |
| km | khm                                | khmer (központi)                   | Central Khmer                                                                    | 2006. 10. 27.                      | N±[a5]                             |
| kr | kau                                | kanuri                             | Kanuri                                                                           | 1999. 08. 16.                      | K+[b]                              |
| kv | kom                                | komi                               | Komi                                                                             | 2000. 02. 18.                      | K+                                 |
| kw | cor                                | korni                              | Cornish                                                                          | 1998. 08. 10.                      | K+                                 |
| ky | kir                                | kirgiz                             | Kirghiz; Kyrgyz                                                                  | 2006. 10. 02.                      | N+[a6]                             |
| lb | ltz                                | luxemburgi                         | Luxembourgish; Letzeburgesch                                                     | 1998. 08. 10.                      | K+                                 |
| lg | lug                                | luganda                            | Ganda                                                                            | 1999. 08. 16.                      | K+[b]                              |
| li | lim                                | limburgi                           | Limburgan; Limburger; Limburgish                                                 | 2002. 08. 02.                      | K+                                 |
| lu | lub                                | luba-katanga                       | Luba-Katanga                                                                     | 1999. 08. 16.                      | K+[b]                              |
| mh | mah                                | Marshall-szigeteki                 | Marshallese                                                                      | 2000. 02. 18.                      | K+                                 |
| [–] | [–]                                | moldáv                             | Moldavian; Moldovan                                                              | 2008. 06. 26.                      | N+                                 |
| [-mo] | [-mol]                             | moldáv                             | Moldavian                                                                        | 2008. 11. 03.                      | K-[c1]                             |
| nb | nob                                | norvég bokmål                      | Bokmål, Norwegian; Norwegian Bokmål                                              | 2000. 02. 18.                      | K+                                 |
| nd | nd                                 | északi ndebele                     | Ndebele, North; North Ndebele                                                    | 2000. 08. 14.                      | N±                                 |
| ng | ndo                                | ndonga                             | Ndonga                                                                           | 2000. 02. 18.                      | K+                                 |
| nn | nno                                | norvég nynorsk                     | Norwegian Nynorsk; Nynorsk, Norwegian                                            | 2000. 02. 18.                      | K+                                 |
| nr | nbl                                | déli ndebele                       | Ndebele, South; South Ndebele                                                    | 2000. 08. 14.                      | K+                                 |
| nv | nav                                | navahó                             | Navajo; Navaho                                                                   | 2000. 02. 18.                      | K+                                 |
| ny | nya                                | cseva                              | Chichewa; Chewa; Nyanja                                                          | 2000. 02. 18.                      | K+                                 |
| ny | nya                                | cseva                              | Chichewa; Chewa; Nyanja                                                          | 2000. 02. 18.                      | N+                                 |
| oc | oci                                | okcitán                            | Occitan (post 1500)                                                              | 2008. 07. 08.                      | N-[a7]                             |
| oj | oji                                | odzsibva                           | Ojibwa                                                                           | 1999. 08. 16.                      | K+[b]                              |
| os | oss                                | oszét                              | Ossetian; Ossetic                                                                | 2000. 02. 18.                      | K+                                 |
| os | oss                                | oszét                              | Ossetian; Ossetic                                                                | 2000. 02. 18.                      | N+[a8]                             |
| pi | pli                                | páli                               | Pali                                                                             | 2000. 02. 18.                      | K+                                 |
| ps | pus                                | pastu                              | Pushto; Pashto                                                                   | 2007. 12. 17.                      | N+                                 |
| rm | roh                                | romans                             | Romansh                                                                          | 2006. 10. 25.                      | N±[a9]                             |
| sc | srd                                | szárd (szardíniai)                 | Sardinian                                                                        | 2000. 02. 18.                      | K+                                 |
| se | sme                                | északi számi                       | Northern Sami                                                                    | 2000. 02. 18.                      | K+                                 |
| [-sh] | –                                  | szerbhorvát                        | Serbo-Croatian                                                                   | 2000. 02. 18.                      | K-[c2]                             |
| si | sin                                | szingaléz                          | Sinhala; Sinhalese                                                               | 2004. 10. 19.                      | N+[a10]                            |
| ty | tah                                | tahiti                             | Tahitian                                                                         | 2000. 02. 18.                      | K+                                 |
| ug | uig                                | ujgur                              | Uighur; Uyghur                                                                   | 1989. 03. 11.                      | K+                                 |
| ve | ven                                | venda                              | Venda                                                                            | 1999. 08. 16.                      | K+[b]                              |
| wa | win                                | vallon                             | Walloon                                                                          | 2002. 01. 29.                      | K+                                 |
| yi [-ji] | yid                                | jiddis                             | Yiddish                                                                          | 1989. 03. 11.                      | K±                                 |
| za | zha                                | zhuang                             | Zhuang; Chuang                                                                   | 1989. 03. 11.                      | K+                                 |
| Megjegyzések a táblázathoz |                                    |                                    |                                                                                  |                                    |                                    |
| Névváltozások (N+, N-, N±): ↑ a1: a korábbi Bihari (önálló nyelv) helyett ↑ a2: +Dhivehi, +Maldavian ↑ a3: Frisian (fríz) helyett; a kód korábban is a nyugati frízre volt használva ↑ a4: a helytelen angol Gallegan javítása ↑ a5: Khmer helyett ↑ a6: +Kyrgyz ↑ a7: -Provençal ↑ a8: +Ossetian ↑ a9: Raeto-Romance (rétoromán) helyett ↑ a10: +Sinhala Kódváltozások (K+, K-, K±): ↑ b: 1999-ben jóváhagyott, a 639-1:2002-be bekerült 639-1 kód. Az ISO 639-2 kódtábláiban 2003. januárjától szerepel, a korábbi verziókból hiányzik. ("This alpha-2 ISO 639-1 code was approved in 1999 and included in ISO 639-1:2002. It was mistakenly missing in earlier versions of the tables on the ISO 639-2 web site. As of January 2003, it has been included.") ; ↑ c1: Mindkét kód visszavonva, az angolban Moldavian és Moldovan, a franciában pedig moldave néven is ismert román nyelv variációira a ro és ron / rum (639-2/T és B) kódok maradtak használatban. A mo és mol nem rendelhetőek más nyelvekhez, így az ezeket használó dokumentumok továbbra is érvényesek. ↑ c2: Visszavonva, mivel az ide tartozó önálló nyelvek külön kódot kaptak(szerb: srp, horvát: hrv, bosnyák: bos). A 639-1 revíziójában szerepel, de a 639-2-be nem került be, a 639-3 makronyelvnek tekinti. A visszavont státuszt 2005-ben az ISO 639/JAC ismét megerősítette. ; ↑ d: a jw nyomtatási hiba, a jaw ezen alapuló hibás kód volt |                                    |                                    |                                                                                  |                                    |                                    |